# Stéroïde

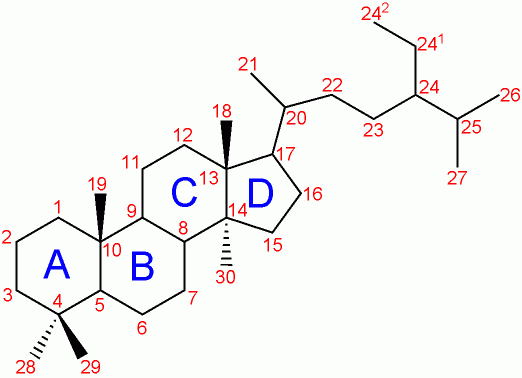
Nomenclature IUPAC des stéroïdes ; en bleu, le lettrage des cycles, en rouge la numérotation des atomes du squelette des stéroïdes,
Les 4 cycles de A à D forment un noyau appelé stérane

Les stéroïdes sont un groupe de lipides dérivant de triterpénoïdes (lipides à 30 atomes de carbone), majoritairement le squalène. Ils se caractérisent par un noyau cyclopentanophénanthrénique (stérane) hydrophobe partiellement ou totalement hydrogéné. Habituellement, les carbones C10, C13 sont liés à un groupe méthyle -CH3 et le carbone C17 à un groupe alkyle. Par extension, les stéroïdes incluent également les lipides dont le noyau cyclopentanophénanthrénique a été modifié par scission d'une liaison et l'ajout ou la délétion d'un carbone. 
En médecine le terme de « stéroïde » peut faire référence aux hormones stéroïdiennes ou aux stéroïdes neuroactifs.
Dans un contexte sportif, « stéroïde » est habituellement employé pour désigner les stéroïdes anabolisants.

## Nomenclature et Classification
Les différentes instances scientifiques ne s'accordent pas sur la classification. Dans la classification de l'IUPAC, les stéroïdes sont une catégorie incluant les stérols. Dans la classification classique les stérols sont une catégorie qui inclut les stéroïdes.

### Selon l'IUPAC
Selon l'IUPAC, les stéroïdes incluent tous les lipides possédant un noyau cyclopentanophénanthrénique (stérane) ou dérivant de celui-ci. Sa définition ne catégorise pas les différents types de stéroïdes. Toutefois, l'IUPAC précise que les « stérols sont des stéroïdes » se caractérisant par la présence d'un groupe hydroxyl -OH sur le carbone C3 (par exemple, le cholestérol).

### Classification classique
En revanche, pour plusieurs biochimistes, les « stérols constituent une catégorie à part entière incluant les stéroïdes » ainsi que cinq autres sous-classes:
- sous-classe des stérols et dérivés : cholestérol, phytostérol et stérides ;
- les stéroïdes : œstrogènes, androgènes, gluco- et minéralocorticoïdes ;
- les sécostéroïdes : vitamine D ;
- les acides biliaires ;
- les stéroïdes conjugués ;
- les hopanoïdes.

Dans ce cas, le terme de « stéroïde » fait donc uniquement référence aux hormones stéroïdiennes. Cet usage est également souvent retenu en médecine. 
Dans un contexte sportif, « stéroïde » est habituellement employé pour désigner les stéroïdes anabolisants.

Quelques exemples de stéroïdes
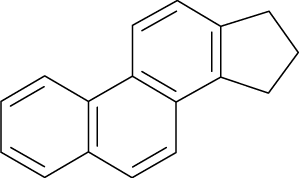
Le cyclopentanophénantrène (stérane)
Un stérol: le cholestérol
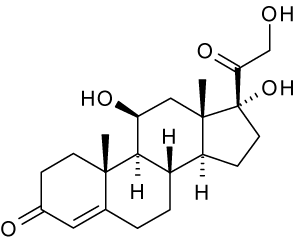
Un glucocorticoïde: le cortisol
Un sécostéroïde: la vitamine D3, ou cholécalciférol

## Synthèse des stéroïdes

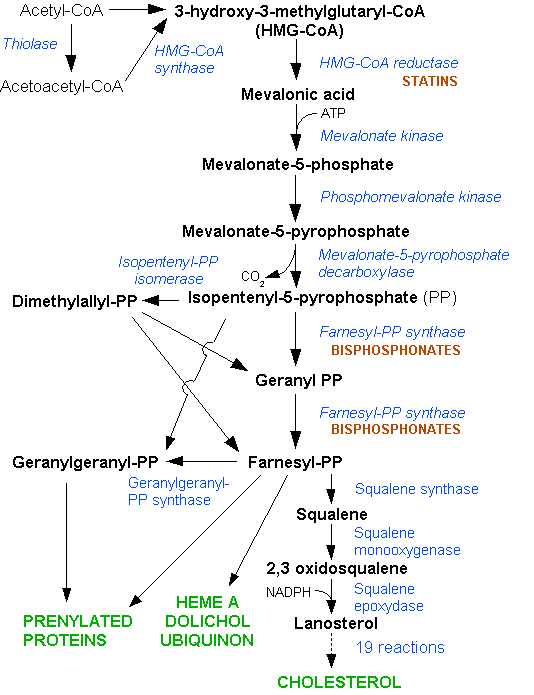
La synthèse du cholestérol par la voie de l'hydroxyméthyl-coenzyme-A-réductase

Un exemple bien connu de stérol est le cholestérol, mais il en existe plus d'une centaine, identifiés quasi exclusivement chez les animaux, les végétaux et les champignons. La synthèse du cholestérol se fait principalement par la voie de l'hydroxyméthyl-coenzyme-A-réductase (HMG-CoA-réductase). Cette voie permet la synthèse de squalène et de lanostérol desquels dérivent de nombreux autres stérols. Le squalène est un lipide isoprénoïde de la classe des prénols. Les voies de synthèse des stérols et des prénols sont donc en partie communes.
En fait, il semble que les voies métaboliques de synthèse des stérols ne soient présentes que chez les eucaryotes. Cependant, il a été montré  que la protéobactérie Methylococcus capsulatus et le planctomycète Gemmata obscuriglobus possédaient des enzymes homologues à la squalène-monoxygénase et à l'oxydosqualène-cyclase, deux enzymes requises initialement pour la synthèse des stérols à partir du squalène. Par ailleurs, la présence de lanostérol a été mise en évidence chez les bactéries Methylococcus capsulatus et Methylosphaera hansonii. Cela pourrait s'expliquer par un transfert latéral de gène entre un ancêtre de ces bactéries et des cellules eucaryotes ou par un phénomène d'endosymbiose.

## Extraction des ecdystéroïdes
Les propriétés polaires particulières des ecdystéroïdes ont été à l'origine des difficultés rencontrées lors des premières extractions. En effet, avec une polarité intermédiaire, les ecdystéroïdes sont, fait étonnant pour des stéroïdes, relativement solubles dans l'eau. Les méthodes d'extraction utilisent cette propriété. 
La première extraction d'un ecdystéroïde fut réalisée par Peter Karlson. En 1954, il réalisa l'extraction et l'isolement de 25 mg d'ecdysone pure et cristallisée à partir de 500 kg de chrysalides de vers à soie. La méthode était alors relativement simple mais il a ensuite développé une méthode d'extraction à plus grande échelle. Cette méthode exigeait un matériel plus important mais permettait d'accroître l'efficacité. En 1960, il a pu obtenir 250 mg d'ecdysone à partir de 1000 kg de chrysalides séchées. 

### Extraction préliminaire
La plupart des procédés débutent par une extraction à l'alcool (méthanol ou éthanol) ou à l'acétone. Ces extractions consistent en un broyage des tissus animaux ou végétaux. On fait ensuite macérer ces tissus avec l'alcool très concentré et on les filtre ou on les décante pour récupérer un extrait brut qui sera soumis à différentes partitions. 

### Partitions
Des partitions permettent de séparer les composés polaires et apolaires des ecdystéroïdes. Les partitions opérées sont de deux types. 
Partitions eau-éther de pétrole (ou chloroforme) ou eau-hexane. On mêle l'extrait brut à un mélange eau-éther de pétrole et on récupère ensuite la fraction aqueuse qui contiendra les ecdystéroïdes libres. Cette partition permet d'éliminer les composés lipidiques. 
Partitions eau-butanol. Cette fois-ci, on récupère les ecdystéroïdes libres dans la fraction alcoolique. Grâce à cette partition, on élimine les sucres et les composés polaires. Cette partition n'est parfois pas mise en œuvre: en effet, cela provoque parfois la perte de certains ecdystéroïdes polaires. 
Les tissus végétaux sont parfois préférés pour l'extraction car ils sont beaucoup plus riches en ecdystéroïdes. Mais la purification est alors plus délicate du fait de la présence de nombreux phénols et pigments.

### Opérations supplémentaires
À la suite des différentes partitions, qui peuvent être répétées plusieurs fois, on a une fraction contenant les ecdystéroïdes. Cette solution doit ensuite être lavée et séchée avant de pouvoir être analysée. Les lavages peuvent se faire à l'eau glacée, à l'acide (acétique, sulfurique), et après chaque partition. Les extraits obtenus sont ensuite concentrés et séchés par évaporation. 
Après ces diverses opérations, on a un mélange d'ecdystéroïdes qu'il va falloir séparer puis analyser. 
N.B. On utilise beaucoup, afin d'extraire les ecdystéroïdes, une méthode dite D.C.C.C. (Droplet Counter-Current Chromatography) qui est une sorte de partition en continu. Cela peut fonctionner à l'échelle préparative, avec un débit lent certes, mais avec une résolution assez intéressante.